# Hydromys ziegleri
Hydromys ziegleri är en gnagare i släktet australiska vattenråttor som förekommer på Nya Guinea. Artepitet i det vetenskapliga namnet hedrar zoologen Alan D. Ziegler som var aktiv vid ett museum i Honolulu.

## Utseende
Den hona som brukades för artens vetenskapliga beskrivning (holotyp) hade en kroppslängd (huvud och bål) av 132 mm och en svanslängd av 118 mm. Bakfötterna var 29 mm långa och öronen 13 mm stora. Så är Hydromys ziegleri den minsta arten i släktet. Den skiljer sig dessutom från Hydromys hussoni genom avvikande detaljer av skallens konstruktion. Arten har en mörkbrun päls på ovansidan med ljusare orangebruna hårspetsar. Jämförd med Hydromys hussoni är håren kortare och inte lika tät. På undersidan förekommer hår som är grå nära roten och ockra vid spetsen. Vita områden på kinderna och på bröstet kan vara kännetecken för den hona som undersöktes. Huden på fötternas ovansida är mörk och täckt med korta ljusa hår. Liksom andra släktmedlemmar har Hydromys ziegleri simhud mellan tårna.
I motsats till andra släktmedlemmar är svansen bara glest täckt med hår och de mörka fjällen som bildar ringar är synliga. Holotypen hade ingen vit svansspets.

## Utbredning och ekologi
Arten är bara känd från en bergskedja som sträcker sig längs nordcentrala Nya Guinea. Den lever där vid bergstraktens södra sluttningar vid cirka 200 meter över havet. Regionen är täckt av tropisk skog och dessutom besöks trädgårdar. Hydromys ziegleri simmar liksom andra släktmedlemmar ofta i vattendrag.

## Status
Denna gnagare påverkas troligtvis av skogsavverkningar. IUCN listar arten med kunskapsbrist (DD).